# Пірофіти

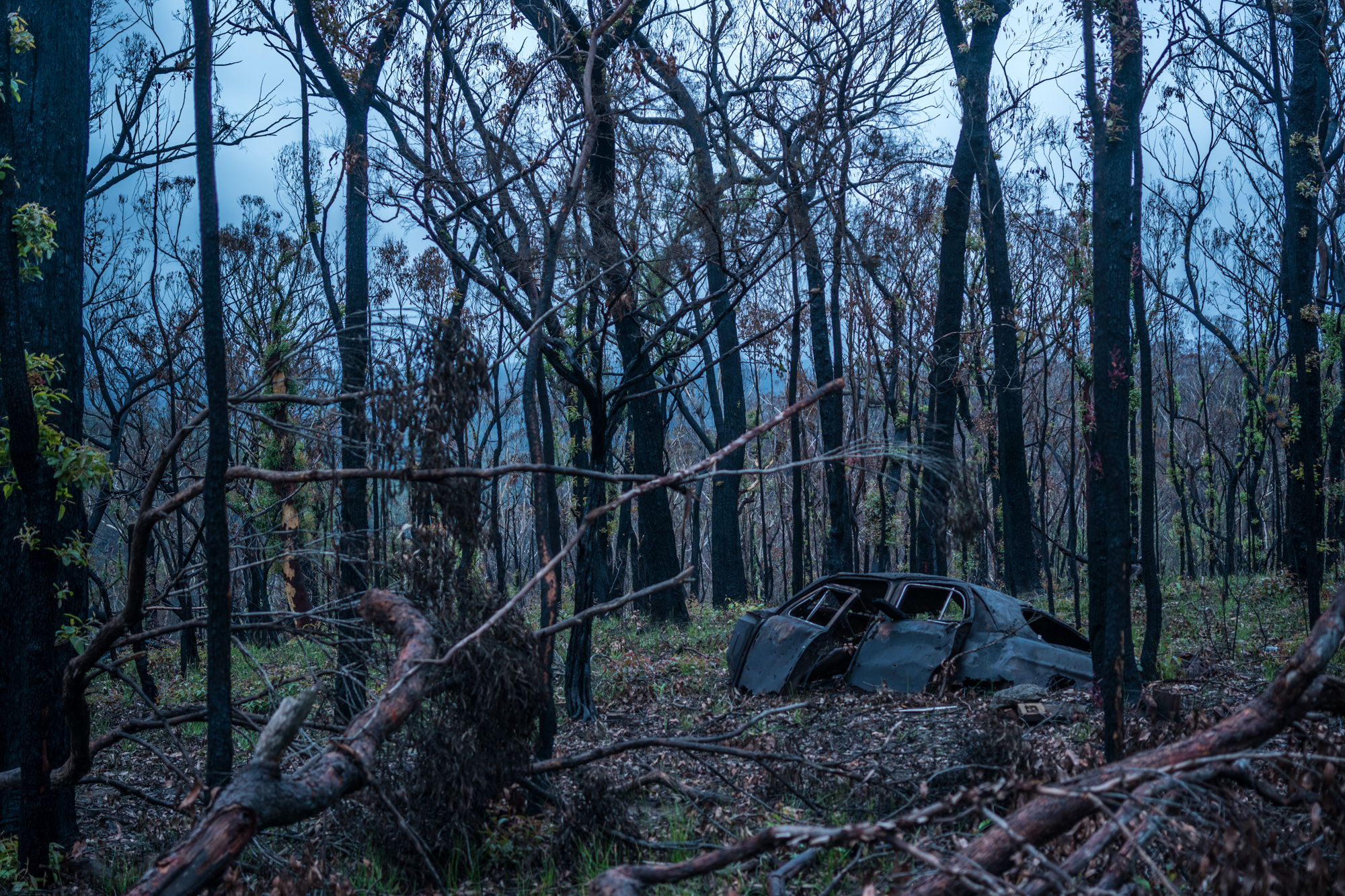
Після пожежі в евкаліптових заростях, Австралія

Пірофіти (від. «грец. pyros — вогонь» та «д.грец. φυτόν — рослини») — рослини, які стійкі до впливу вогню.

## Класифікація
На деякі види вогонь діє сприятливо. «Пасивні пірофіти» протистоять впливу вогню, особливо коли він швидко проходить, і, отже, можуть випередити менш стійкі рослини, які пошкоджуються. Наприклад, деякі хищі рослини, такі як венерина мухоловка та росичка королівська витримують пожежі в кореневищах під землею.
«Активні пірофіти» мають таку ж конкурентну перевагу, як і пасивні пірофіти, але вони також містять леткі масла і, отже, сприяють виникненню пожеж, які є корисними для них.
Деякі дерева та кущі, такі як австралійський евкаліпт, фактично сприяють поширенню пожеж, виробляючи легкозаймисті масла, і залежать від їх стійкості до вогню, що утримує інші види дерев від вторгнення в їх середовище існування.
«Пірофільні» рослини — це рослини, яким потрібен вогонь, щоб завершити свій цикл розмноження. Довголиста сосна(Pinus palustris) є пірофілом, залежним від вогню, щоб розчистити землю для проростання насіння.